# Beirut: The Last Home Movie

Beirut: The Last Home Movie est un film documentaire de 1987, réalisé par Jennifer Fox. Il évoque la vie d'une famille pendant la guerre du Liban. 

## Synopsis
Beirut: The Last Home Movie décrit pendant la guerre libanaise de 1975-1990 la vie de Gaby Bustros et sa famille qui habitaient à  Beyrouth dans une demeure de famille construite il y a deux siècles. La famille Bustros, une des grandes familles beyrouthines de la bonne société grecque-orthodoxe, avait décidé de ne pas quitter sa maison ancestrale, malgré les combats incessants dans la capitale.  
La réalisatrice a expliqué après la sortie du film qu'elle connaissait Gabby Boutros, une camarade libanaise qu'elle avait fréquentée lorsqu'elles faisaient des études de cinéma. En 1981, Gaby Boutros append que le vieux manoir de sa de ma famille a été frappé par dix-sept obus ; initialement G. Boutros voulait engager sa famille à quitter le Liban mais c'est elle qui au bout de quelques mois a décidé de revenir vivre au pays, malgré la guerre.   

## Fiche technique
- Direction : Jennifer Fox
- Scénario : Jennifer Fox et John Mullen
- Musique : Lanny Meyers et Ziad Rahbani
- Photographie :	Alex Nepomniaschy
- Production : John Mullen
- Sortie : 1987 (London Film Festival)
- Durée : 123 minutes
- Pays : États-Unis
- Langue : anglais

## Projections
Ce film a été projeté au festival du film de Berlin, au festival du film de Londres, et à l'INPUT (International Television Conference). Il a été transmis à la télévision américaine dans l'émission Frontline sur PBS en 1991. Le film a reçu le prix d'excellence de cinématographie et le grand prix du jury du documentaire au festival du film de Sundance en 1988.

## Récompenses
- Sundance Film Festival  Best Cinematography[4]
- Société civile des auteurs - Multimedia Best Screenplay[citation nécessaire]
- Women and Cinema Argentina - Prix de la presse[citation nécessaire]
- C.I.N.E. - Aigle d'or[citation nécessaire]
- Festival international du film de San Francisco - Golden Gate Award[citation nécessaire]
- Cinéma du réel - Grand Prix[citation nécessaire]